# Emil von Albedyll
Emil Heinrich Ludwig Wilhelm von Albedyll (ur. 1 kwietnia 1824 w Karlshof, zm. 13 czerwca 1897 w Poczdamie) – niemiecki generał kawalerii, adiutant cesarza Wilhelma I.

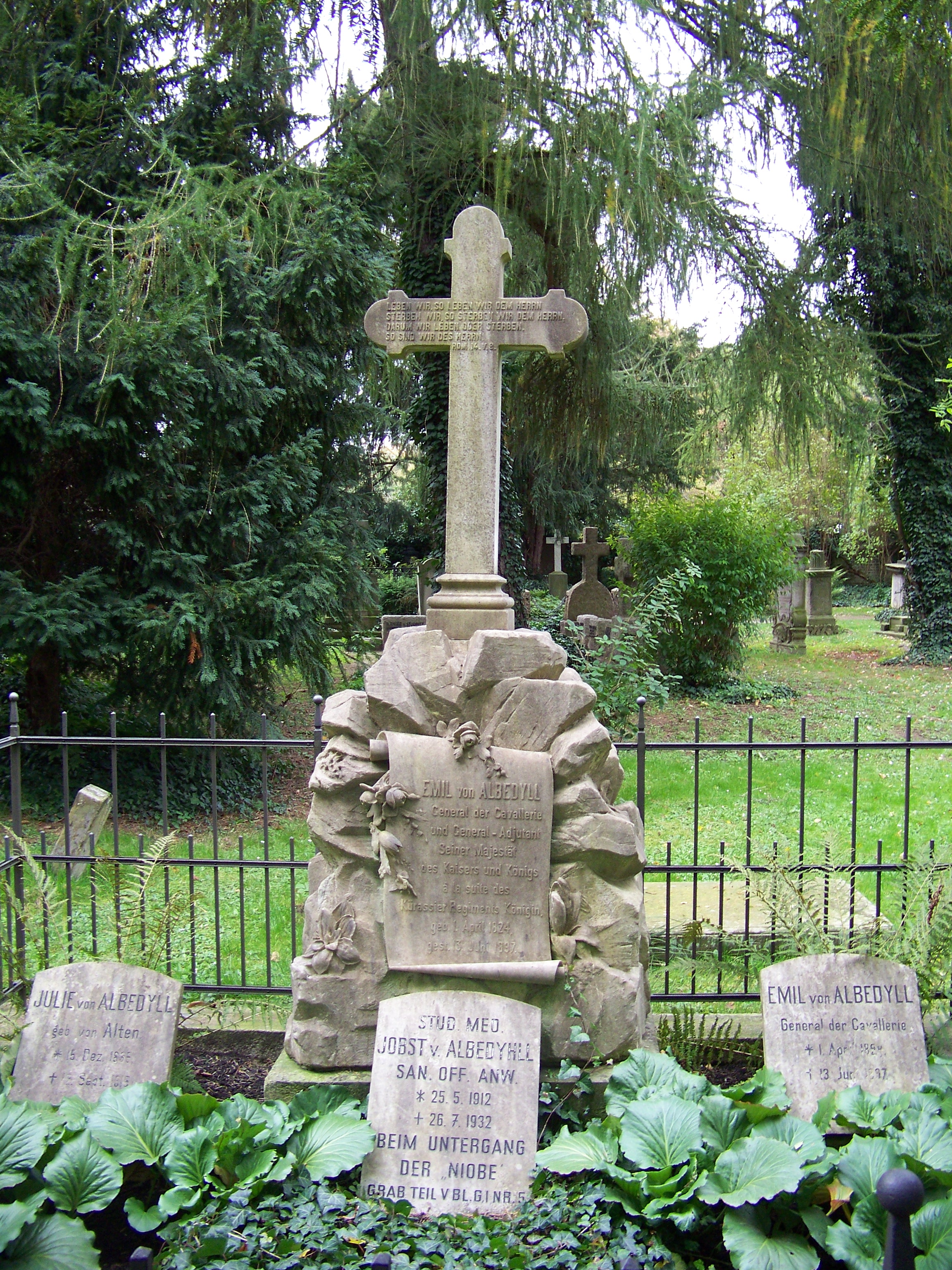
Grób rodziny von Albedyll na cmentarzu w Poczdamie

## Życiorys
W 1862 roku przydzielony w stopniu rotmistrza do departamentu spraw personalny w Ministerstwie Wojny. Służył wówczas pod rozkazami gen. Edwina von Manteuffela. W 1866 roku został osobistym adjutantem króla Prus Wilhelma Hohenzollerna i dowódcą straży przybocznej władcy (niem. Leibgendarmerie). Brał udział w wojnie francusko-pruskiej i odpowiadał za przygotowanie proklamacji powstania Cesarstwa Niemieckiego w pałacu wersalskim. W 1872 roku został szefem Gabinetu Wojskowego cesarza. W wyniku naciksów na marszałka von Manteuffela udało mu się uniezależnić Gabinet Wojskowy od Ministerstwa Wojny, co ostatecznie nastąpiło w 1883 roku. W 1886 roku awansowany na stopień ganerała kawalerii. Funckję adiutanta cesarskiego piastował również za panowania Fryderyka III i Wilhelma II, rezygnując w 1888 roku. Do 1893 roku pełnił funkcję dowódcy VII Korpusu Armijnego stacjonującego w Münsterze. 

## Odznaczenia
Odznaczenia gen. von Albedylla to między innymi:
- Order Orła Czarnego z łańcuchem (Prusy)
- Krzyż Wielki Orderu Orła Czerwonego z mieczami na pierścieniu i brylantami (Prusy)
- Order Orła Czerwonego I klasy z liśćmi i mieczami na pierścieniu (Prusy)
- Order Orła Czerwonego IV klasy z mieczami (Prusy)
- Wielki Komandor Orderu Hohenzollernów z mieczami (Prusy)
- Krzyż Żelazny I klasy (Prusy)
- Odznaka za Służbę Wojskową (Prusy)
- Order Księstwa Hohenzollernów I klasy (Prusy)
- Krzyż Wielki Orderu Alberta Niedźwiedzia (Anhalt)
- Order Bertholda I (Badenia)
- Krzyż Wielki Orderu Lwa Zerygeńskiego z mieczami
- Krzyż Wielki Orderu Zasługi Wojskowej (Bawaria)
- Krzyż Wielki Orderu Henryka Lwa (Brunszwik)
- Krzyż Wielki Orderu Zasługi Filipa Wspaniałomyślnego (Hesja)
- Krzyż Zasługi Orderu Domowego Lippe I klasy (Lippe)
- Medal Zasługi Wojennej (Lippe)
- Krzyż Wielki Orderu Korony Wendyjskiej ze złotą koroną (Meklemburgia)
- Krzyż Zasługi Wojskowej II klasy (Meklemburgia)
- Krzyż Zasługi za Odznaczenie się Podczas Wojny (Meklemburgia-Strelitz)
- Krzyż Wielki Order Domowego i Zasługi z mieczami (Oldenburg)
- Krzyż Wielki Orderu Alberta z gwiazdą (Saksonia)
- Krzyż Wielki Orderu Sokoła Białego (Saksonia-Weimar)
- Krzyż Wielki Orderu Ernestyński (Saksonia)
- Krzyż Zasługi Wojennej (Waldeck)
- Krzyż Wielki Orderu Korony Wirtemberskiej (Wirtembergia)
- Krzyż Wielki Order Fryderyka (Wirtembergia)
- Wielka Wstęga Orderu Leopolda (Belgia)
- Kawaler Orderu Danebroga (Dania)
- Wielki Oficer Orderu Świętych Maurycego i Łazarza (Włochy)
- Kawaler Krzyża Wielkiego Orderu Korony Włoch (Włochy)
- Krzyż Wielki Orderu Korony Dębowej (Luksemburg)
- Krzyż Wielki Orderu Leopolda (Austro-Węgry)
- Kawaler Orderu Korony Żelaznej I klasy (Austro-Węgry)
- Komandor Orderu Franciszka Józefa z gwiazdą (Austro-Węgry)
- Krzyż Wielki Orderu Lwa i Słońca (Persja)
- Krzyż Wielki Orderu Avis (Portugalia)
- Krzyż Wielki Orderu Gwiazdy Rumunii (Rumunia)
- Order Świętego Aleksandra Newskiego (Imperium Rosyjskie)
- Order Świętej Anny II klasy z mieczami i brylantami (Imperium Rosyjskie)
- Komandor Krzyża Wielkiego Orderu Miecza (Szwecja)
- Order Krzyża Takowy I klasy (Serbia)
- Order Osmana I klasy (Imperium Osmańskie)